# Matias Belli Moldskred
Matias Belli Moldskred (ur. 12 sierpnia 1997 w Madrycie) – nikaraguański piłkarz norweskiego pochodzenia grający na pozycji środkowego pomocnika w klubie Sandnes Ulf.

## Kariera reprezentacyjna
| Mecze i gole w reprezentacji | Mecze i gole w reprezentacji | Mecze i gole w reprezentacji | Mecze i gole w reprezentacji | Mecze i gole w reprezentacji | Mecze i gole w reprezentacji | Mecze i gole w reprezentacji | Mecze i gole w reprezentacji         |
| Nikaragua                    | Nikaragua                    | Nikaragua                    | Nikaragua                    | Nikaragua                    | Nikaragua                    | Nikaragua                    | Nikaragua                            |
| Lp.                          | Data                         | Miejsce                      | Gospodarz                    | Gość                         | Wynik                        | Gol                          | Rozgrywki                            |
| ---------------------------- | ---------------------------- | ---------------------------- | ---------------------------- | ---------------------------- | ---------------------------- | ---------------------------- | ------------------------------------ |
| 1.                           | 27.03.2021                   | San Cristóbal                | Turks i Caicos               | Nikaragua                    | 0:7                          | Gol                          | Mistrzostwa Świata 2022 – eliminacje |
| 2.                           | 05.06.2021                   | Managua                      | Nikaragua                    | Belize                       | 3:0                          |                              | Mistrzostwa Świata 2022 – eliminacje |
| 3.                           | 08.06.2021                   | Port-au-Prince               | Haiti                        | Nikaragua                    | 1:0                          |                              | Mistrzostwa Świata 2022 – eliminacje |
| 4.                           | 30.01.2022                   | Managua                      | Nikaragua                    | Belize                       | 4:0                          | Gol                          | Mecz towarzyski                      |
| 5.                           | 02.02.2022                   | Managua                      | Nikaragua                    | Belize                       | 1:1                          |                              | Mecz towarzyski                      |